# Frans Ykens

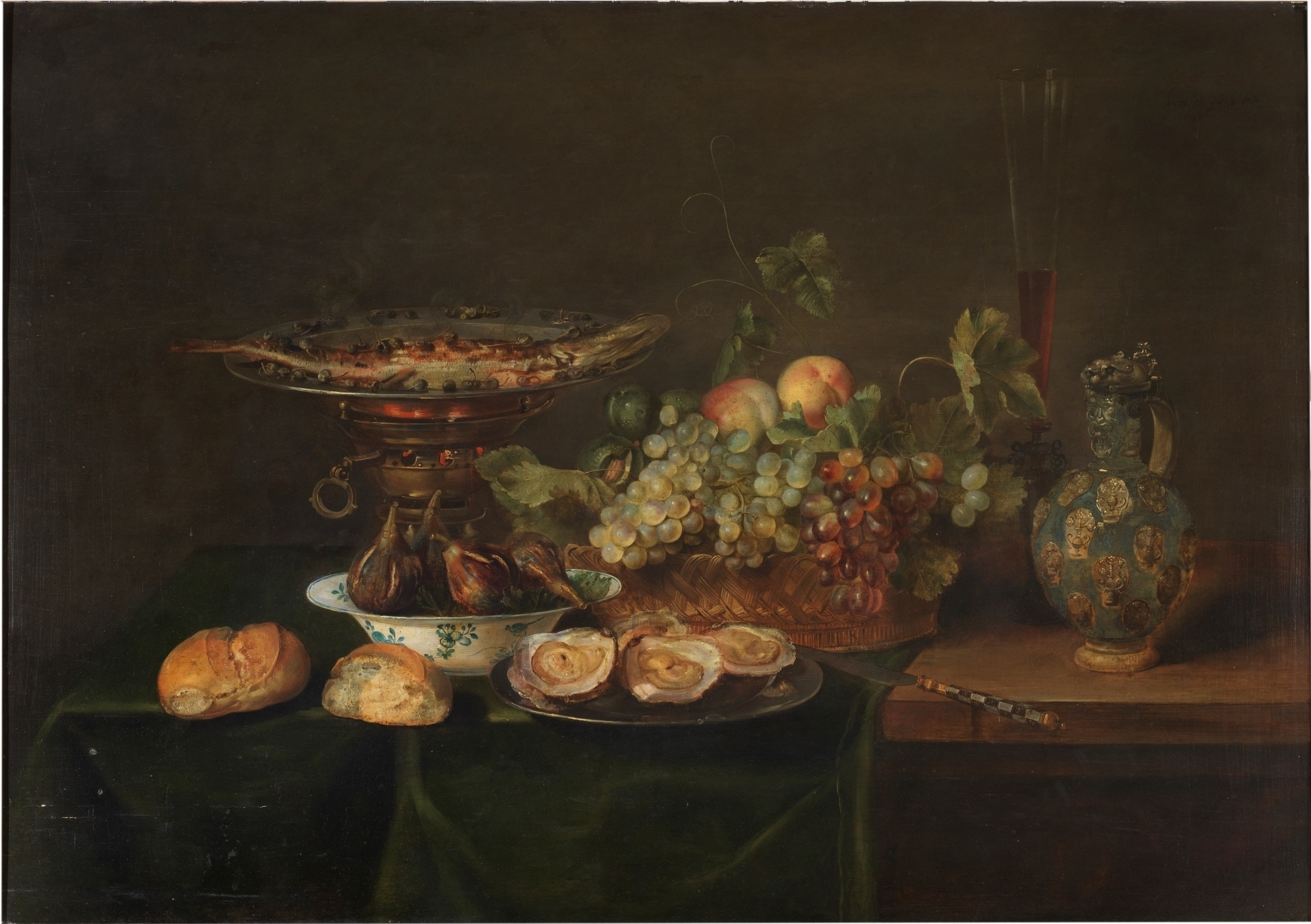
Banketje

Frans Ykens (Antwerpen, 1601 - Brussel, 1693) was een Vlaamse barokschilder die actief was in Antwerpen en Brussel in de 17e eeuw. Hij is bekend om zijn bloemstukken en fruitstillevens zowel als zijn banketjes, pronkstillevens, guirlande-schilderijen, keukenstukken en jachtstukken.

## Levensloop
Frans Ykens werd op 17 april 1601 gedoopt in de Sint-Walburgiskerk te Antwerpen. Hij was de zoon van Frans Ykens I en Johanna Nys. Hij begon zijn artistieke opleiding op 14-jarige leeftijd bij zijn oom Osias Beert, de echtgenoot van zijn vaders zuster. Beert was een van de eerste schilders die zich specialiseerde in stillevens. Hij studeerde in 1615 ook bij zijn Lucas Floquet de oude, een historieschilder, die later zijn schoonvader werd.  Volgens een verklaring die hij in 1641 aflegde, reisde hij na zijn leertijd naar de Provence waar hij onder meer in Aix-en-Provence en Marseille verbleef rond het jaar 1629.

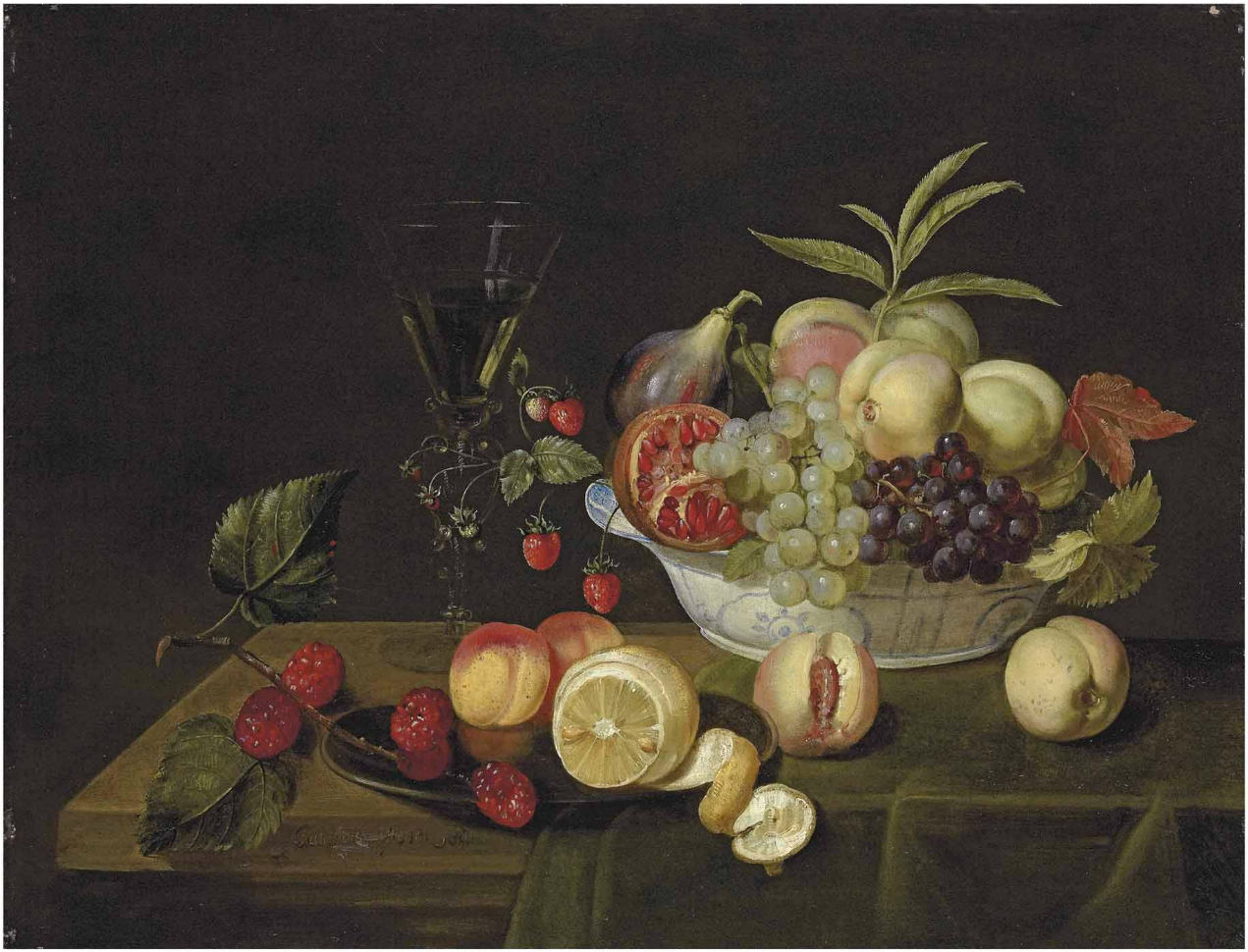
Druiven, perziken, een vijg en een passievrucht in een Wan-Li porseleinen schaal

Hij werd in 1631 ingeschreven als meester van het Antwerpse Sint-Lucasgilde. In 1635 trouwde hij met de bloemschilder Catarina Ykens-Floquet, die de dochter was van Lucas Floquet de oude en de zuster van drie schilders.
Ykens was succesvol en zijn werken waren zeer geliefd bij de verzamelaars van zijn tijd. Hij schilderde voor Leopold Willem van Oostenrijk, de landvoogd van de Spaanse Nederlanden die zijn hof in Brussel had. Zijn werken werden ook verzameld door Eleonora van Oostenrijk, koningin van Polen, die zijn werk kocht via de Antwerpse kunsthandelaar Forchondt. Hij werd ook zeer gewaardeerd door zijn collega's, zoals blijkt uit het feit dat Rubens zes van zijn stillevens bezat.
In 1665 verhuisde hij naar Brussel waar hij actief was tot zijn dood.
Ykens was de leermeester van zijn nicht Catharina Ykens II, zijn neef Osias Beert (II) en Gilliam Dandoy, die zijn decoratieve stijl verderzetten.

## Werken
Zijn werk is vrij goed bekend aangezien hij de meeste van zijn werken ondertekende. De 17e-eeuwse biograaf Cornelis de Bie wijst in zijn boek Het Gulden Cabinet er op dat Frans Ykens een grote faam had voor zijn schilderijen van fruit, bloemen en andere "stilstaande dinghen".  Hij schilderde vooral bloem- en fruitstillevens, maar waagde zich ook aan jachtstillevens, keukenstillevens en visstillevens. Gedurende zijn lange carrière onderging hij de invloed van andere schilders, met inbegrip van de ontbijtjes van Willem Claesz. Heda, de grote overdadige werken van Frans Snyders, de devotionele bloemenslingers van Daniel Seghers, de weergave van glas van Jan Philip van Thielen en de uitbeelding van porseleinen kommen van Jacob van Hulsdonck en zijn leermeester Osias Beert. Hij werkte vaak samen met andere schilders van zijn tijd zoals Daniel Seghers, Jacob Jordaens en waarschijnlijk ook Rubens, waarbij hij het schilderen van de bloemen en bloemenkransen voor zijn rekening nam en de rest door de andere kunstenaars werd ingevuld.

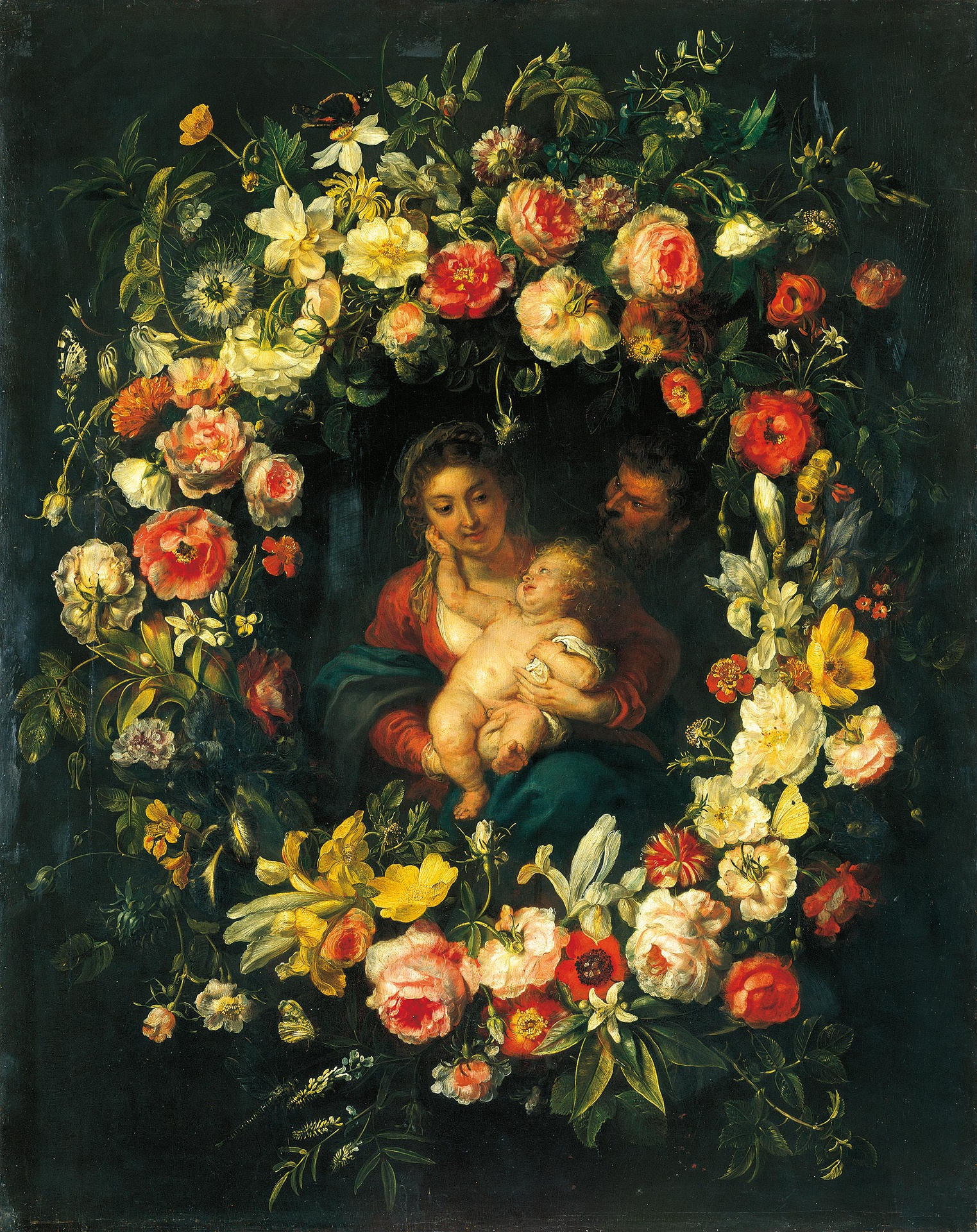
De Heilig Familie in een bloemenkrans, figuren door Erasmus Quellinus II

Frans Ykens schilderde meerdere devotionele guirlande-schilderijen. Deze schilderijen zijn een speciaal type stilleven dat werd ontwikkeld in Antwerpen door Jan Brueghel de Oude in samenwerking met de Italiaanse kardinaal Federico Borromeo aan het begin van de 17e eeuw. Andere kunstenaars die betrokken waren bij de vroege ontwikkeling van het genre waren onder meer Hendrick van Balen, Andries Daniels, Peter Paul Rubens en Daniel Seghers. Het genre was aanvankelijk verbonden met de visuele beeldtaal van de Contrareformatie. Het werd verder geïnspireerd door de cultus van verering en devotie tot Maria die heerste aan het Habsburgse hof (toen de heersers over de Spaanse Nederlanden) en in Antwerpen in het algemeen.  Guirlande-schilderijen tonen meestal een bloemenkrans rond een devotiebeeld, portret of ander religieus symbool (zoals de hostie). Tegen de tweede helft van de 17de eeuw sierden ook wereldlijke thema's zoals portretten en mythologische onderwerpen het centrale deel van deze schilderijen. Een voorbeeld van zo'n latere ontwikkeling in guirlande-schilderijen is de Geboorte van de rode roos (Staatliches Museum Schwerin), een samenwerking tussen Ykens en Cornelis Schut.  Andere figuurschilders met wie Ykens heeft samengewerkt aan guirlande-schilderijen zijn Jacob Jordaens, Erasmus Quellinus de Jonge, Jan van den Hoecke, Pieter de Grebber, Thomas Willeboirts Bosschaert en Pieter van Avont. Waarschijnlijk heeft hij ook samengewerkt met Peter Paul Rubens in dit genre van stilleven. Ykens schilderde de bloemenkransen terwijl de andere kunstenaars de rest van het schilderij schilderden. In tegenstelling tot andere bloemenschilders schilderde Frans Ykens regelmatig zelf het centrale thema in de bloemenkrans.